# Neobrettus nangalisagus
Neobrettus nangalisagus là một loài nhện trong họ Salticidae.
Loài này thuộc chi Neobrettus. Neobrettus nangalisagus được Alberto Barrion miêu tả năm 2001.